# Sympycnidelphus
Sympycnidelphus is een vliegengeslacht uit de familie van de slankpootvliegen (Dolichopodidae).

## Soorten
- S. californicus Harmston, 1968
- S. sharpi Robinson, 1964
- S. texanus Harmston, 1968